# Grand Prix de Tennis de Lyon 1991
Il Grand Prix de Tennis de Lyon 1991 è stato un torneo di tennis giocato sul cemento indoor. Si è giocato al Palais des Sports de Gerland di Lione in Francia. È stata la 5ª edizione del torneo, che fa parte della categoria ATP World Series nell'ambito dell'ATP Tour 1991. Il torneo si è giocato dal 14 al 21 ottobre 1991.

## Campioni

### Singolare maschile
Pete Sampras ha battuto in finale  Olivier Delaître con il punteggio di 6–1, 6–1

### Doppio maschile
Tom Nijssen /  Cyril Suk hanno battuto in finale  Steve DeVries /  David Macpherson con il punteggio di 7–6, 6–3